# Hippidion
Hippidion ist eine ausgestorbene Säugetiergattung aus der Familie der Pferde. Sie lebte bis ins späte Pleistozän in Südamerika und starb erst vor etwa 10.000 Jahren aus.
Nach der Entstehung der mittelamerikanischen Landbrücke im späten Pliozän wanderten viele Tiergruppen von Nord- nach Südamerika ein. Dazu zählten auch verschiedene Pferdearten. Hippidion tauchte vor 2,5 Millionen Jahren, also kurz nach der Entstehung der mittelamerikanischen Landbrücke erstmals in Südamerika auf. Die Pferde der Gattung Equus, die ebenfalls von Nordamerika her einwanderten, erreichten Südamerika erst vor etwa 1 bis 1,5 Millionen Jahren. 
Ursprünglich hatte man angenommen, dass sich die Gattung Hippidion bereits vor 10 Millionen Jahren von den Pferden der Gattung Equus getrennt hat, doch neuere DNA-Analysen zeigen, dass sich beide Linien offenbar erst im späten Pliozän, vor etwa 3 Millionen Jahren auseinander entwickelten. Somit ist Hippidion wohl näher mit den heutigen Pferden verwandt als bisher vermutet. 
Im späten Pleistozän war Hippidion saldiasi, welches auch im Gebiet um Buenos Aires nachgewiesen ist, offenbar die einzige Pferdeart Patagoniens. In Zentralargentinien und Südbolivien lebten Pferde der Gattung Hippidion dagegen neben Equus-Pferden im selben Gebiet.
Von den Pferden der Gattung Equus unterschied es sich durch einen tiefen Naseneinschnitt und die damit einhergehende Reduktion der Nasenbeine zu langen schmalen Knochenspangen. Die stark verkürzten Fesselbeine werden als Anpassung an gebirgige Lebensräume gedeutet. 

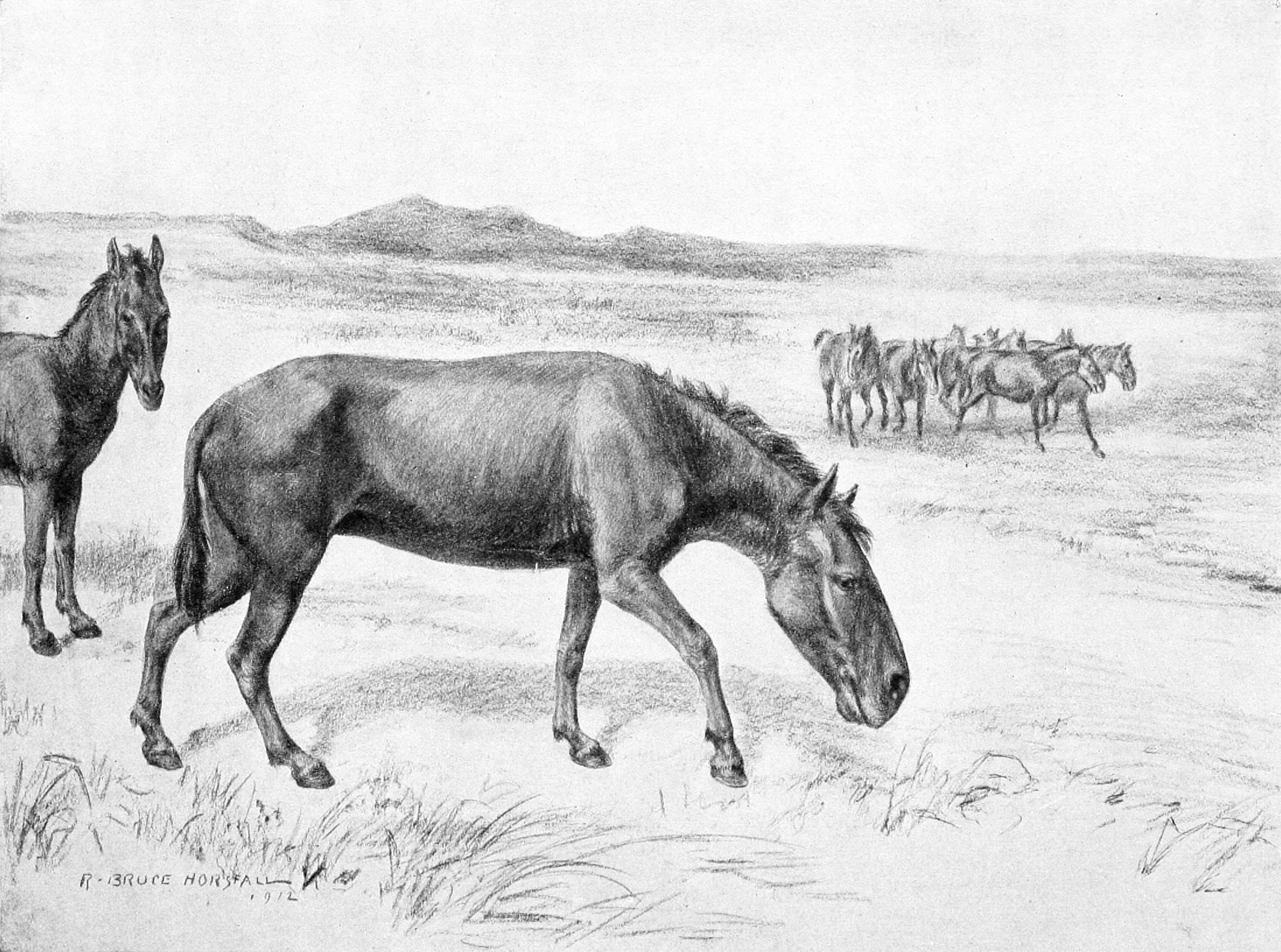
Hippidion gezeichnet